# Породица мога оца
Породица мога оца (тур. Babam ve ailesi) турска је телевизијска серија, снимана 2016.
У Србији је 2017. приказивана на телевизији Пинк.

## Синопсис
Ово је прича о напорима и искушењима човека који се због одлука и потеза из прошлости нашао између своја два сина, две кћери и две жене. Један погрешан корак разоткриће двоструки живот. Отац растрган између две породице мораће да призна истину, јер у рукама непризнатог сина лежи живот оног другог.
Као познати пословни човек, Кемал Ипекчи живи живот на ком би му сви позавидели, са својом супругом Сузан и децом Мертом и Чичек, које јако воли. Инцидент који задеси његовог сина Мерта доводи до открића да Кемал Ипекчи има још једну породицу у Адани, за коју нико до тад није знао. Његова младалачка љубав Нилгун и њени близанци Кадир и Хасрет живели су у Адани далеко од погледа. Кемал је до тог тренутка био принуђен да води двоструки живот. Међутим, када истина изађе на видело, Кемал ће морати да се суочи са неочекиваним проблемима, како би могао да заштити своју непрежаљену љубав и децу.

## Ликови
- Кемал Ипекчи (Булент Инал) - Четрдесетпетогодишњи, богати пословни човек из Истанбула. Ожењен је и отац двоје деце. Међутим, има и другу породицу коју пред свима крије. Морао је да води двоструки живот како би их заштитио када је сазнао да има још двоје деце по имену Хасрет и Кадир са женом коју је некада волио и од које је морао да се растане због планова које је сковала његова породица. Након што је његова тајна откривена, има два циља: заштитити своју непрежаљену љубав и створити братску везу међу својом децом која се мрзе, што се чини немогућим.

- Нилгун Кајалар (Ајча Бингол) - Кемалова љубав из младости, мајка Кадира и Хасрет. Часна, поносна и предана мајка која пред свима, осим пред својом децом и братом, крије чињеницу да је њихов отац познати пословни човек Кемал Ипекчи... Њен ће се цели живот променити кад његова тајна изађе на видело и кад скромни живот који је уредила за себе буде уништен. Уз све то, хоће ли Нилгун успети проживети љубав коју је пре много година напустила?

- Сузан Ипекчи (Џејда Дувенџи) - Кемалова законита жена и мајка Мерта и Чичек. Сузан је прелепа, одрешита и високообразована жена. Све у свом животу држи под контролом. Свој посао, брак, децу и кућу. Све врло помно планира и тиме се поноси. Зато за Сузан откриће Кемалове друге породице у Адани значи потпуни слом. Она одговорнима за тај слом сматра Нилгун и близанце. Сузан чини све да их казни и отежа им животе.

- Кадир Кајалар (Џанер Шахин) - Син Кемала и Нилгун. Упркос свом Кемаловом труду, Кадир је детињство провео без оца. Тај недостатак испуњава га бесом, похлепом и агресијом. Мерт Ипекчи имао је оца и живео је његов живот. Кадир је одлучан да се докопа свега за што верује да му је Мерт одузео и за то се бори до краја.

- Хасрет Кајалар (Сера Кутлубеј) - Ћерка Кемала и Нилгун, Кадирова сестра близнакиња. Њежна је, милосрдна и повучена, уједно је и учитељица музичког. Такође има снажну, тврдоглаву и пргаву страну карактера као и своја мајка. Хасрет је једина која на проблеме реагује срцем када се две породице сусретну. Покушава све да смекша, а поготово своју сестру Чичек, која се с њом непрестано свађа и своју баку Маџиде, која их сматра уљезима.

- Мерт Ипекчи (Серџан Бадур) - Син Кемала и Сузан. Наочит младић који је живио веома богатим животом без иједног проблема. Схрван је након проблема који га задеси баш када је сањао о успешној каријери и браку са Еџе. Врло је љут на Кемала јер цео живот од њега скривао истину и на Кадира, који му је одузео оца. Истовремено покушава да заштити своју сестру и мајку које сматра својом одговорношћу.

- Чичек Ипекчи (Дога Зејнеп Догушлу) - Ћерка Кемала и Сузан. Чичек има шеснаест година и било јој је тешко и пре него што је породицу задесила велика трагедија. Пријатељи из школе и мајка је стално подсећају и окрутно се шале на рачун њене тежине. Паметна је и осетљива девојка, но уједно је и усамљена. За Чичек све постаје још горе кад јој се породица почне распадати.

- Фадил (Ердем Акакче) - Нилгунин брат. Хасретин и Кадиров ујак. Фадил је особа која не уме да буде задовољна са оним што има и увек тражи више, али не жели да ради како би то постигао. Спреман је да науди људима у својој близини зарад своје користи. Непоуздан је, али кад жели, уме да буде врло слаткоречив и дражестан.

## Сезоне
| Сезона | Сезона | Број епизода (н) / (и)      | Приказивање у Турској                      | Приказивање у Србији                 |
| ------ | ------ | --------------------------- | ------------------------------------------ | ------------------------------------ |
|        | 1      | 13 / 41 (1 — 13) / (1 — 41) | 19. септембар 2016 — 12. децембар 2016. () | 20. март 2017 — 31. мај 2017. (Пинк) |

## Улоге
| Глумац:               | Улога:         |
| --------------------- | -------------- |
| Булент Инал           | Кемал Ипекчи   |
| Ајча Бингол           | Нилгун Кајалар |
| Џејда Дувенџи         | Сузан Ипекчи   |
| Џанер Шахин           | Кадир Кајалар  |
| Сера Кутлубеј         | Хасрет Кајалар |
| Серџан Бадур          | Мерт Ипекчи    |
| Дога Зејнеп Догушлу   | Чичек Ипекчи   |
| Ердем Акакче          | Фадил          |
| Ева Дедова            | Еџе            |
| Џан Албајрак          | Ибо            |
| Сезин Бозаџи          | Емине          |
| Еџем Симге Јурдатапан | Јелда          |
| Илкер Озер            | Керим          |
| Кубилај Карслиоглу    | Ахмет          |
| Тајгун Сунгар         | Џанер          |